# Verboekhoven (metrostation)
Verboekhoven  is een aangekondigd station van de Brusselse metro in het noorden van Schaarbeek. De locatie wordt tegenwoordig bediend door de tramhalte Verboekhoven. Het metrostation zou - in tegenstelling tot het tramstation - wel zo'n honderd meter ten zuidoosten van het Eugène Verboekhovenplein komen in de Waelhemstraat. Het station zal bediend worden door de nieuwe Brusselse metrolijn 3, waarvan de bouw volgens de planning zal starten in 2019 en opgeleverd moet worden in 2030. De lijn, en dus ook het perron zal meer dan twintig meter onder het straatoppervlak liggen.
Albert · 
Horta · 
Sint-Gillisvoorplein ·
Hallepoort ·
Zuidstation ·
Toots Thielemans ·
Anneessens-Fontainas ·
Beurs - Grote Markt ·
De Brouckère ·
Rogier ·
Noordstation ·
Liedts ·
Colignon ·
Verboekhoven ·
Riga ·
Linde ·
Vrede ·
Bordet Station